# Vadim Demidov
Vadim Sergeievich Demidov (en ruso: Вади́м Сергеевич Деми́дов, en letón: Vadims Demidovs), (Riga, Unión Soviética; 10 de octubre de 1986) es un exfutbolista letón nacionalizado noruego.
Aunque declara considerarse cien por ciento ruso, dado que sus padres son de esa nacionalidad, fue internacional con la selección noruega, con la que debutó el 28 de abril de 2008 en un partido contra Uruguay.

## Trayectoria
Nació en 1986 en Riga, capital de Letonia, cuando esta república báltica era todavía una de las repúblicas socialistas de la Unión Soviética. Pertenece a la minoría de origen ruso que habita en dicha república. Su padre, Sergei Demidov, fue jugador internacional de la selección soviética de balonmano. Tras la caída de la Cortina de Hierro, emigró con su familia a Noruega para trabajar como entrenador de balonmano. Por ello Vadim ha vivido desde su infancia en Noruega donde ha desarrollado su carrera como futbolista y cuya nacionalidad ha adoptado.
Vadim comenzó su andadura profesional en el modesto Sandefjord Fotball de la Adeccoligaen. La progresión que mostraba Vadim se vio truncada por una lesión que le tuvo apartado de los terrenos de juego durante 11 meses.
Tras recuperarse de la lesión fue cedido al Manglerud Star, también noruego y de la Adeccoligaen, donde llamó la atención del Hønefoss BK, igualmente de la 2.ª División noruega. Su gran temporada no pasó desapercibida para los rectores de uno de los más famosos conjuntos noruegos, el Rosenborg, que fichó al jugador para la temporada 2008–10, dando el salto a la Tippeligaen donde jugó normalmente como titular.
A partir de enero de 2011 el jugador pasará a formar parte de la Real Sociedad, al hacerse el club vasco con sus servicios, sin coste alguno al terminar contrato y quedar libre. Debuta en la Primera División de España el 29 de enero de 2011 en el 2-0 ante la UD Almería, disputado en el Estadio de Anoeta. Su primer partido como titular es el disputado en la capital donostiarra el 13 de febrero de 2011, en el 1-0 contra el CA Osasuna. Demidov se convierte en una de las piezas clave de la defensa consiguiendo la permanencia en primera división durante la segunda vuelta de la temporada 2010–11. La irrupción de Iñigo Martínez y la consolidación de Mikel González le hace perder la titularidad en la temporada 2011–12. En verano de 2012, al restarle únicamente un año de contrato y buscando más minutos de juego al haber perdido la titularidad en el equipo, se acuerda su traspaso al Eintracht Fráncfort, club recién ascendido a la Bundesliga, por alrededor de medio millón de €. En el mercado invernal de la temporada 2012-13, se acuerda una cesión con el Celta de Vigo.

## Vida privada
Demidov es una persona muy conocida en su país desde que mantuvo una relación sentimental con la presentadora de televisión Katarina Flatland, muy conocida en Noruega, lo que le convirtió en un personaje seguido por la prensa rosa local. Tras romper con ella, actualmente está casado con la atleta Christina Vukicevic.

## Estadísticas
Actualizado al término de su carrera deportiva
| Sandefjord · Noruega | 2.ª           | 2004          | 1   | 0 | 1  | 0 | —  | — | 2   | 0  |
| Sandefjord · Noruega | 2.ª           | 2005          | 0   | 0 | 0  | 0 | —  | — | 0   | 0  |
| Sandefjord · Noruega | Total club    | Total club    | 1   | 0 | 1  | 0 | 0  | 0 | 2   | 0  |
| Manglerud Star · Noruega | 2.ª           | 2006          | 30  | 2 | 3  | 2 | —  | — | 33  | 4  |
| Manglerud Star · Noruega | Total club    | Total club    | 30  | 2 | 3  | 2 | 0  | 0 | 33  | 4  |
| Hønefoss · Noruega | 2.ª           | 2007          | 27  | 0 | 1  | 0 | —  | — | 28  | 0  |
| Hønefoss · Noruega | Total club    | Total club    | 27  | 0 | 1  | 0 | 0  | 0 | 28  | 0  |
| Rosenborg · Noruega | 1.ª           | 2008          | 25  | 1 | 1  | 0 | 9  | 0 | 35  | 1  |
| Rosenborg · Noruega | 1.ª           | 2009          | 28  | 3 | 4  | 0 | —  | — | 32  | 3  |
| Rosenborg · Noruega | 1.ª           | 2010          | 26  | 0 | 2  | 0 | 12 | 1 | 40  | 1  |
| Rosenborg · Noruega | Total club    | Total club    | 79  | 4 | 7  | 0 | 21 | 1 | 107 | 5  |
| Real Sociedad · España | 1.ª           | 2010-11       | 13  | 0 | 0  | 0 | —  | — | 13  | 0  |
| Real Sociedad · España | 1.ª           | 2011-12       | 23  | 0 | 0  | 0 | —  | — | 23  | 0  |
| Real Sociedad · España | Total club    | Total club    | 36  | 0 | 0  | 0 | 0  | 0 | 36  | 0  |
| Eintracht Fráncfort · Alemania | 1.ª           | 2012-13       | 5   | 0 | 0  | 0 | —  | — | 5   | 0  |
| Eintracht Fráncfort · Alemania | Total club    | Total club    | 5   | 0 | 0  | 0 | 0  | 0 | 5   | 0  |
| Celta de Vigo · España | 1.ª           | 2012-13       | 12  | 0 | 0  | 0 | —  | — | 12  | 0  |
| Celta de Vigo · España | Total club    | Total club    | 12  | 0 | 0  | 0 | 0  | 0 | 12  | 0  |
| Anzhí Makhachkalá · Rusia | 1.ª           | 2013-14       | 0   | 0 | 1  | 0 | 1  | 0 | 2   | 0  |
| Anzhí Makhachkalá · Rusia | Total club    | Total club    | 0   | 0 | 1  | 0 | 1  | 0 | 2   | 0  |
| Brann · Noruega | 1.ª           | 2014          | 5   | 0 | 0  | 0 | 0  | 0 | 5   | 0  |
| Brann · Noruega | 2.ª           | 2015          | 25  | 1 | 1  | 0 | —  | — | 26  | 1  |
| Brann · Noruega | 1.ª           | 2016          | 26  | 1 | 0  | 0 | —  | — | 26  | 1  |
| Brann · Noruega | Total club    | Total club    | 56  | 2 | 1  | 0 | 0  | 0 | 57  | 2  |
| Minnesota United Estados Unidos | 1.ª           | 2017          | 3   | 0 | 0  | 0 | —  | — | 3   | 0  |
| Minnesota United Estados Unidos | Total club    | Total club    | 3   | 0 | 0  | 0 | 0  | 0 | 3   | 0  |
| Stabæk · Noruega | 1.ª           | 2018          | 25  | 1 | 1  | 0 | —  | — | 26  | 1  |
| Stabæk · Noruega | 1.ª           | 2019          | 15  | 0 | 0  | 0 | —  | — | 15  | 0  |
| Stabæk · Noruega | Total club    | Total club    | 40  | 1 | 1  | 0 | 0  | 0 | 41  | 1  |
| Total carrera | Total carrera | Total carrera | 289 | 9 | 15 | 2 | 22 | 1 | 323 | 12 |
| (1) Incluye datos de la Copa de Noruega y la Copa de Rusia (2) Incluye datos de la Liga Europa de la UEFA y la Liga de Campeones de la UEFA |               |               |     |   |    |   |    |   |     |    |